# 清澄の大スギ

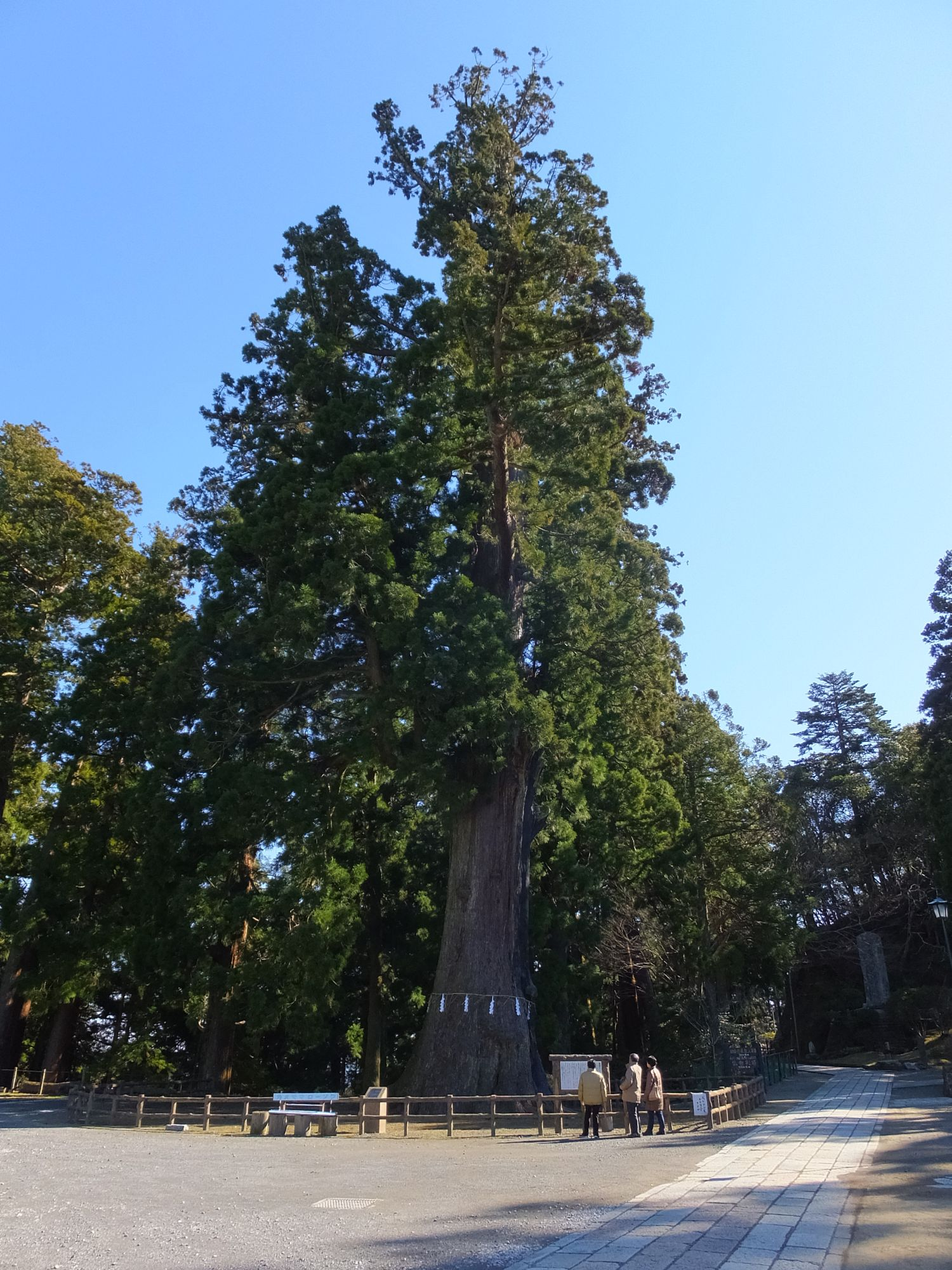
清澄の大スギ（2015年1月撮影）

清澄の大スギ（きよすみのおおスギ）は、千葉県鴨川市の清澄寺境内に生育するスギの巨木である。推定の樹齢は400年とも800年以上ともいわれ、1924年（大正13年）に国の天然記念物に指定された。千葉県内では最大の巨木であり、関東地方においても神奈川県足柄上郡山北町に生育する「中川の箒スギ」（国の天然記念物）と並ぶスギの巨木である。土地の人々の伝承では樹齢は1000年とされ、古くからこの木を「千年スギ」とも呼んで親しんでいる。

## 由来
千光山清澄寺は、安房天津駅から約6キロメートル離れた清澄山（標高377メートル）の頂上に近いところに位置する。清澄寺の縁起によると、光仁天皇の時代、771年（宝亀2年）に「不思議法師」という僧侶が清澄山に登り、ビャクシンの古木を伐りだして虚空蔵菩薩像を刻み、堂を建ててその像を祀ったのが始まりとされる。清澄寺は日蓮が1233年（天福元年）12歳で入山して後に出家得度した寺であり、1253年（建長5年）に立教開宗を宣言した寺でもある。かつては天台宗に属していたが、1949年（昭和24年）、日蓮宗の寺院となった。
日蓮宗四霊場の1つである清澄寺には全国各地から参拝客が訪れるが、この木を見るために訪れる人も少なくない。境内にはスギやヒノキの高木が多いが、仁王門をくぐると本堂前広場の南隅にひときわ高くこの木がそびえたっている。もともと自生していたものか、植栽されたものかは不明で樹齢には400年、600年、800年以上、1000年などと諸説があるが、土地の人々は古くからこの木を「千年スギ」とも呼んで親しんでいる。
樹高は約45メートル、幹回りは約15メートルに及び、完全な単幹のスギとしては日本最大級のものとされる。千葉県内ではすべての樹種を通して最大の巨木であり、関東地方においても「中川の箒スギ」と並ぶスギの巨木である。幹の東側基部に空洞ができていて、その内部は祠になっているが樹勢自体は旺盛である。
かつては清澄の大スギの西側約30メートルのところに、ほぼ同じ大きさのスギがもう1本あった。しかし、1954年（昭和29年）の台風で倒れてしまい、その時にこの木も巻き添えになって南側半分の枝がそぎ落とされるような形で失われてしまった。土地の人は当時のことを「地震だと近所が大騒ぎになったほどだった」とそのすさまじさを語っている。
そのとき倒れた方のスギは年輪の数が380前後だったといい、そこから類推するとこの木の樹齢も500歳以下である可能性が指摘されている。これは南房総の温暖で降雨にも恵まれた気候がスギの成長を促進したものと考えられている。
清澄の大スギは、1924年（大正13年）12月9日に国の天然記念物に指定された。1990年に開催された「国際花と緑の博覧会」に合わせて企画された「新日本名木100選」にも選定された。その他に「ちば遺産100選」、「房総の魅力500選」にも選出されている。

## 交通アクセス
所在地
- 千葉県鴨川市清澄322-1 清澄寺境内

交通
- JR東日本外房線安房天津駅から路線バスで20分[15]。